# 赛汉塔拉镇
赛汉塔拉镇，是中华人民共和国内蒙古自治区锡林郭勒盟苏尼特右旗下辖的一个乡镇级行政单位。

## 行政区划
赛汉塔拉镇下辖以下地区：
阿尔善社区、乌兰社区、玛拉沁社区、宝拉格社区、铁路社区、赛北城社区、杭盖路社区、电力社区、巴润宝拉格嘎查社区、巴彦杭盖嘎查社区、巴彦高毕嘎查社区、都呼木嘎查社区、哈登胡舒嘎查社区、查干胡舒嘎查社区、阿拉坦宝拉格嘎查社区和脑敏塔拉嘎查村社区。